# La Roca (Folgueroles)
La Roca és una masia del municipi de Folgueroles (Osona) inclosa en l'Inventari del Patrimoni Arquitectònic de Catalunya.

## Descripció
És una masia edificada damunt de grans roques amb l'antiga façana orientada a migdia, a la que s'hi adossen diferents dependències o masoveries formant un clos tancat. La façana actual és accessible mitjançant una escala que condueix a un pati enllosat i que coincideix amb el primer pis de la casa. Cal remarcar que la masia conserva diferents elements decoratius i utilitaris de pedra que s'han anat acumulant al pas dels anys. També són interessants un seguit de subterranis, alguns d'ells inaccessibles, que es construïren aprofitant les formes de la pedra. Malgrat les successives reformes, la masia conserva la tipologia del segle xviii, degut a la reforma que feu Antoni Rocha (1729).

## Història
Trobem esmentada la Roca en la donació que feu Llobet l'any 1113, al casalot de Sant Llorenç del Munt, abans que aquest fos fundat com a monestir. El 1337 La Roca amb homes i terres, formava part del dit monestir. Tenim notícies que els habitants de la casa, al s. XVIII, es deien "Rocha" de cognom. Actualment el nom s'ha perdut.